# Temporada 1983-1984 del Club Joventut Badalona
La temporada 1983-1984 va ser la 45a temporada en actiu del Club Joventut Badalona des que va començar a competir de manera oficial. La Penya va disputar la seva 28a temporada consecutiva a la màxima categoria del bàsquet espanyol, acabant la fase regular en la cinquena posició del grup i classificant-se per disputar els play-offs, en que va ser tercera, millorant la posició aconseguida a les darreres tres temporades. L'equip també va ser quart a la Copa del Rei.

## Resultats
Lliga ACB
A la Lliga ACB finalitza la primera fase com a líder del seu grup, i com a cinquè en la lligueta de la segona fase, classificant-se per disputar els play-offs pel títol. A vuitens de final va eliminar el Fórum Filatélico guanyant els dos partits, i a quarts va deixar fora el Cacaolat Granollers en tres partits. Va perdre a semifinals davant el Reial Madrid, acabant en tercera posicó.
Copa del Rei
En aquesta edició de la Copa del Rei el Joventut va quedar eliminat a semifinals en perdre davant el CB CAI Zaragoza, l'equip amfitrió, qui a més va acabar guanyant el títol. Es va disputar un partit pel tercer i quart lloc amb l'equip perdedor de l'altre semifinal, el Reial Madrid CF, resultant guanyador l'equip blanc per 88 a 84.
Lliga catalana
La Penya va quedar segona al seu grup de semifinals de la Lliga catalana i no es va poder classificar per disputar la final.

## Plantilla
La plantilla del Joventut aquesta temporada va ser la següent:
| Club Joventut Badalona: plantilla 1983-84 |       |      |
| Jugador                                   | Pos.  | A.   |
| Antón Soler                               | Pivot | 2.05 |
| Josep Maria Margall                       | Aler  | 1.98 |
| Andrés Jiménez                            | Aler  | 2.05 |
| Josep Antoni Montero                      | Base  | 1.93 |
| Rafa Jofresa                              | Base  | 1.83 |
| Jordi Villacampa                          | Aler  | 1.96 |
| Greg Stewart                              | Pivot | 2.04 |
| Ramón Oliver                              | Pivot | 2.02 |
| Miguel López Abril                        | Base  | 1.85 |
| Walter Jordan                             | Aler  | 2.02 |
| David Russell                             | Aler  | 1.99 |

| Club Joventut Badalona: staff 1983-84 |            |
| Nom                                   | Funció     |
| Aíto García Reneses                   | Entrenador |